# Stéphane Mahé
Stéphane Mahé (ur. 23 września 1968 w Puteaux) – francuski piłkarz grający na pozycji obrońcy i trener piłkarski.

## Kariera piłkarska
Mahé rozpoczął karierę w AJ Auxerre. Do pierwszej drużyny tego klubu został włączony w 1989 przez Guya Rouxa. Rok później wywalczył z nią mistrzostwo kraju. W grudniu 1992 miał wypadek samochodowy, w wyniku którego pauzował przez sześć miesięcy. Po powrocie do gry wraz z zespołem dotarł do półfinału Pucharu UEFA. W 1994 wraz z klubem wywalczył puchar kraju. W czerwcu 1995 Mahé trafił do PSG, z którym wygrał Puchar Zdobywców Pucharów w sezonie 1995/1996. Po sezonie odszedł do Stade Rennais, w którym zadebiutował 18 stycznia 1997 w meczu pucharu kraju z Stade de Reims. Po sezonie przeszedł do Celtic F.C. jako pierwszy Francuz w jego historii. Z tą drużyną dwukrotnie został mistrzem Szkocji (1997/98 i 2000/2001), raz wygrał puchar kraju (2000/2001), a także trzykrotnie zdobył puchar ligi (1998/1999, 1999/2000, 2000/2001). W lipcu 2001 podpisał dwuletni kontrakt z Heart of Midlothian FC. W tej drużynie rozegrał 46 meczów, w których strzelił 2 gole – w lutym 2002 z Kilmarnock F.C. i dwa miesiące później z Aberdeen F.C. W 2003 roku zakończył profesjonalną karierę. W latach 2007–2008 grał jeszcze w amatorskim klubie FC La Chapelle-des-Marais, a potem w ES Pornichet.

## Kariera trenerska
W latach 2003–2007 był grającym trenerem klubu Saint-Nazaire FC. W czerwcu 2011 został trenerem Saint-Père-en-Retz. W maju 2012 opuścił ten klub. Jeszcze w tym samym miesiącu ponownie został szkoleniowcem Saint-Nazaire FC. W kwietniu 2013 przedłużył kontrakt z tym klubem o sezon, jednakże miesiąc później umowa została rozwiązana, a nowym trenerem zespołu został Arnaud Biguet.

## Życie prywatne
Mahé ma syna ze swoją byłą żoną.